# Družini prijazno podjetje
Projekt družini prijazno podjetje  je projekt družbene odgovornosti, ki usmerja 
organizacije, kako prisluhniti in pomagati svojim zaposlenim pri usklajevanju družinskih in poklicnih obveznosti. Gre za svetovalno-revizorski postopek, razvit kot eno od orodij za učinkovito ter boljše upravljanje 
človeških virov v podjetjih ali organizacijah, v kontekstu usklajevanja poklicnega in zasebnega življenja zaposlenih .
Problem usklajevanja zasebnih in poklicnih obveznosti se kaže pri porabi in delitvi časa, upoštevanju zasebnih potreb v poklicni sferi in pri usklajevanju potreb zasebnega oziroma družinskega življenja .
Kot že omenjeno se projekt nanaša na področje usklajevanja poklicnega in družinskega življenja. Je ena od možnosti družbeno odgovornega delovanja podjetji ali organizacij, ki se vse bolj zavedajo družbene odgovornosti  in vpliva ter informacij, ki jih s poslovanjem sporočajo zaposlenim ter širši javnosti in da za njihovo uspešnostjo ne stojijo le vodilni, temveč tudi zaposleni, ključni v določenem procesu. Za uspešen razvoj sta najpomembnejša njihovo zadovoljstvo in pripadnost .

## Namen projekta
S projektom želijo prispevati k dolgoročnemu procesu spreminjanja kulture v podjetjih in v javnosti nasploh, ozavestiti posameznike in delodajalce, da uspešna kariera  in družina nista nezdružljivi  in se ne izključujeta ter da za uspešno kariero ni treba žrtvovati družinskega življenja. Podjetja, ki so v tujini, kjer program izvajajo že dlje časa, vpeta v program, poročajo o pozitivnem odzivu zaposlenih in menedžerjev, boljšem komuniciranju, večjem zadovoljstvu zaposlenih, posledično pa večji produktivnosti in pripadnosti podjetju, izboljšani organizaciji dela. Poleg neposrednih pozitivnih ekonomskih učinkov na uspeh podjetij so podjetja z družini prijaznimi pogoji dela in zaposlovanja privlačnejša za izobražene mlade kadre. Pozitiven odnos do starševstva dokazano znižuje bolniške odsotnosti, veča se motiviranost zaposlenih, menjavanje zaposlenih pa se manjša.
Certifikat je namenjen podjetjem, javnim ustanovam in nevladnim organizacijam ter združenjem z najmanj desetimi zaposlenimi, ki so registrirani v Republiki Sloveniji. Če ima organizacija več kot 3000 zaposlenih, se postopki prilagodijo in certifikat dobi posamezna enota. Ker so običajno večja podjetja zmogljivejša za investiranje v družbeno odgovorna dejanja, je potrebno omeniti primernost obravnavanega certificiranja za manjša podjetja. Izkušnje v Nemčiji so namreč pokazale, da revizorski postopek ni namenjen zgolj velikim podjetjem, saj lahko mala in srednje velika podjetja izberejo ukrepe, ki so ustreznejša za manjša podjetja. Izbor nekaterih ukrepov je zanje celo prednost, saj nimajo toliko zaposlenih, katerim bi morali ukrep omogočiti.

## Kratkoročni in dolgoročni učinki certifikata
Njegova pridobitev ima kratkoročne, zlasti pa dolgoročne učinke v podjetju ali organizaciji vidne na različnih ravneh.
Vodstvo: ena od pozitivnih strani vpeljave certifikata je izpraševanje vodstva oz. vodilnega managementa o njihovem načinu vodenja podjetja  in s tem zaposlenih. Z implementacijo ukrepov vodstvo sporoča, da je zrelo za spremembe, inovacije, novo znanje. Pripravljeno je na dodatno izobraževanje (vseživljenjsko učenje), ki mu razširi pogled in dokaže, da je uspešnost podjetja domena vseh zaposlenih, ne le peščice.
Zaposleni: s certifikatom podjetje zaposlenim sporoča tudi, da mu ni vseeno za njih in za njihovo počutje pri delu. S tem se poveča zadovoljstvo zaposlenih, s katerimi je povezana tudi pripadnost podjetju ali organizaciji. Usklajevanje poklicnega in zasebnega življenja pomeni delo brez dodatnih skrbi in stresa in poveča motivacijo in produktivnost zaposlenih.
Podjetja: na podjetje ima pridobitev certifikata in implemtacija ukrepov pozitivne ekonomske učinke. Večja je produktivnost, saj so zaposleni bolj mirni in zbrani na delovnem mestu, poskrbijo za družinske obveznosti. Posledično je manj absentizma, boljša je organizacija dela, zmanjšajo se stroški, povezani s fluktuacijo zaposlenih, podjetje ali organizacija pa pridobi večji ugled.

## Katalog ukrepov
Certifikat je sestavljen iz kataloga ukrepov, ki jih podjetje izbere in postopoma uvaja. Zajema 110 ukrepov, razdeljenih na osem področij:
- Delovni čas (fiksen osrednji delovni čas z izbiro prihoda in odhoda, letni delovni čas, delovni čas na zaupanje, delitev stroškov, otroški časovni bonus, koriščenje letnega dopusta, fleksibilni delovni odmori)
- Organizacija dela (preverjanje delovnih procesov, nadomeščanje, službene poti, ukrepi za varovanje zdravja, informiranje o večjih prihajajočih spremembah)
- Delovno mesto (možnost dela doma, finančna in tehnična podpora delovnih mest doma, pomoč pri iskanju stanovanja, pomoč pri selitvi)
- Politika informiranja in komuniciranja (brošure, komunikacijski otok, izlet za zaposlene, posredovanje informacij odsotnim sodelavcem, raziskave med zaposlenimi)
- Veščine vodstva (opredelitev koncepta vodenja, naloge vodstva, vodstvo in socialne veščine, individualna skrb za zaposlene, ocene vodstva)
- Razvoj kadrov (razgovor s sodelavci, individualni načrti kariernega svetovanja)
- Struktura plačila in nagrajevani dosežki (nadomestilo za varstvo, štipendije  za otroke zaposlenih, svetovanje in pomoč)
- Storitve za družine (varuške, vrtec v podjetju, podaljšano delovanja varstva otrok, počitniške ponudbe, soba za otroke in starše, igralnica)[1]

## Postopek pridobitve certifikata
Na podlagi notranje ocene stanja določijo vključena podjetja s pomočjo zunanjega svetovalca oziroma ocenjevalca rešitve in ukrepe, s katerimi bi izboljšali organizacijo in delovno okolje podjetja ter s tem omogočili lažje usklajevanje poklicnega in družinskega življenja zaposlenim staršem.  Za pridobitev osnovnega certifikata se sodelujoča podjetja in ustanove zavežejo  k izvrševanju najmanj treh ukrepov, ki jih bodo v treh letih vpeljali v podjetje in z njimi zaposlenim omogočili prijaznejše usklajevanje družinskih in službenih obveznosti. Po preteku treh let zunanji revizor na podlagi zastavljenih rešitev oceni, če so bili zastavljeni ukrepi izpeljani in cilji doseženi.
Na podlagi pozitivnih ocen analize (dejansko stanje / želeno stanje), ki jo opravi zunanji revizor, podjetje pridobi certifikat Družini prijazno podjetje za dobo 3 let. Potek pridobitve osnovnega certifikata poteka v šestih korakih. V prvem koraku je uvodni sestanek, v drugem 1. svetovalna delavnica, v tretjem koraku 2. svetovalna delavnica.  V četrtem koraku se pripravi predloga ukrepov za upravo v zadnjih dveh korakih pa se predstavi izbrane ukrepe ter oceni izvedeni načrt ter podeli osnovni certifikat.

## Razširjenost certifikata
V Sloveniji se je projekt Družini prijazno podjetje oziroma podeljevanje certifikata Družini prijazno podjetje začel izvajati jeseni 2006. Ministrstvo za delo, družino in socialne zadeve je tako 15. maja 2007 podelilo prve osnovne certifikate za dobo treh let prvim 32 slovenskim podjetjem. V tem obdobju so morali prejemniki osnovnega certifikata vpeljati izbrane ukrepe za izboljšanje delovnega okolja podjetja. 
Certifikat Družini prijazno podjetje je nemški sistem European work and family audit, ki ga je razvila organizacija Beruf und Familie na podlagi ameriškega Family Friendly Index-a iz leta 1989. Od takrat so nemškim organizacijam podelili že 658 certifikatov. Omenjena organizacija letno organizira tudi sestanek vseh držav imetnic licence, kjer vsaka posebej poroča o svojem napredku. 
Za Nemčijo je bilo v preteklosti značilno, da je bil zaposlen le mož, ženske pa so bile gospodinje. Ženske, ki so želele biti zaposlene, so zelo težko usklajevale delo in družino. Vzrok je bil nerazvitost socialne politike (porodniški dopust) in varstvo predšolskih otrok. V zadnjih letih pa je s pomočjo sodelovanja države in delodajalcev Nemčije omogočila velike izboljšave na tem področju. Ministrstvo za družinske zadeve je k organiziranju za družine prijazne politike spodbujalo tudi druge akterje. Tako se je leta 1996 začelo podeljevati certifikate European work and family audit, katere so kmalu uvedli tudi v drugih državah Evrope. Prva tuja država, ki je pridobila omenjeni certifikat, je bila 1998 Avstrija. Madžarske je dobila licenco leta 2001, Italija 2003, Slovenija pa 2006.

## Primeri ukrepov
- Delitev dela: delitev enega ali več delovnih mest med dvema ali več zaposlenimi ob daljši odsotnosti z dela. Delitev dela se lahko izvaja tudi na vodstveni ravni
- Postopno podaljšanje delovnega časa po starševski ali daljši odsotnosti: družinske razmere, ki zahtevajo izvajanje tega ukrepa, se obravnavajo individualno. V skladu s spremembo delovnega časa se sklene nova pogodba o zaposlitvi
- Otroški časovni bonus: plačani prosti delovni dan za vstop otroka v prvo triado osnovne šole ali za uvajanje otrok v vrtec
- Izraba letnega dopusta: zaposlenim z družinskimi obveznostmi je treba omogočiti lažje usklajevanje letnega dopusta. Prednost imajo zaposleni s šoloobveznimi otroki
- Izredni neplačani dopust: zaposlenim se prizna neplačani izredni dopust zaradi izrednih družinskih razlogov
- Družinski premor : zaposleni lahko z namenom vzgoje in nege otrok podaljšajo odsotnost z dela
- Nadomeščanje: možnost nadomeščanja za čas, ki ga potrebujejo zaposleni zaradi družinskih obveznosti
- Delovna srečanja na zborih zaposlenih: na občasnih sestankih zaposlenih se uvede kot stalna točka dnevnega reda Certifikat družini prijazno podjetje
- Dan odprtih vrat: je namenjen družinam svojcev, da se seznanijo z delovnim okoljem svojcev
- Soba za otroke in starše: ureditev tako imenovane večnamenske sobe, ki je dolgoročna
- Psihološko svetovanje in pomoč: delavnice, npr. ozaveščanje o alkoholu, drogah za otroke zaposlenih v občutljivem obdobju (adolescenca)
- Dodatni dnevi odsotnosti z nadomestilom plače zaradi izrednih družinskih razmer [4]

## Prednosti in slabosti
Ukrepi družini prijazne politike so rešitev, od katerih imajo koristi na eni strani delojemalci kot na drugi delodajalci. Za delodajalce ukrepi pomenijo lažje usklajevanje dela in družinskih obveznosti, za delodajalca pa boljše poslovne rezultate. Prednosti in koristi za zaposlene in njihove družine se kažejo predvsem v osebnem zadovoljstvu zaposlenih zaradi lažjega usklajevanja poklica in družine, manjši izpostavljenosti stresa, večji kakovosti delovnega in zasebnega življenja zaposlenih, boljših odnosih med družinskimi člani. Prednosti in koristi za delodajalce pa se kažejo predvsem v večji predanosti in motiviranosti zaposlenih, zmanjševanju stresnih situacij in bolniških odsotnosti, manjšem številu nezgod pri delu, boljši podoba podjetja v javnosti, boljši poslovni rezultati.
Po drugi strani pa se kažejo tudi slabosti. Taki ukrepi namreč niso primerni za vse zaposlene zato bi bilo smotrno uvesti ukrepe, ki jih bi koristili prav vsi zaposleni, ne glede na obliko dela, ki ga opravljajo in delovno mesto, ki ga zasedajo. Slabosti uvajanja ukrepov se na ravni podjetja kažejo s slabšimi finančnimi rezultati zaradi negativnega vpliva zaposlenih v krajšem delovnem času od polnega, ki imajo manj pridobljenih izkušenj in slabše možnosti za dodatno izobraževanje. Prav tako pa so tudi zapostavljeni tisti, ki nimajo družinskih obveznosti, saj čutijo ukrepe družini prijazne politike kot posebno obravnavo ali usmerjanje pozornosti na zaposlene z družinami. Omeniti velja tudi stroške povezane s pridobitvijo certifikata, z uvajanjem ukrepov, letne stroške uvajanja ukrepa ter stroške nadomeščanja začasno odsotnih delavcev. Dodati velja tudi, da certiifkat podeljuje nevladna in neprofitna organizacija Ekvilib, ter da si podjetja s certifikatom gradijo svojo blagovno znamko, ki jo tržijo in posledično lahko pride do zlorab.